# 충청남도교육청외국어교육원
충청남도교육청국제교육원(忠淸南道敎育廳外國語敎育院)은 지방교육자치에 관한 법률 제32조에 따라 외국어 의사소통 능력을 갖춘 경쟁력 있는 충남인재 육성과 외국어교과 교원의 외국어 사용능력 신장 및 교수·학습방법 개선을 위하여 충청남도교육청 산하에 설치된 소속기관이다.